# La cautiva (película de 2001)
La cautiva es un telefilme argentino de 2001, dirigido por Israel Adrián Caetano y protagonizado por Gastón Pauls y Paola Krum. 

## Sinopsis
El film adapta un clásico relato argentino del siglo XIX, el poema "La Cautiva" de Esteban Echeverría, ubicándolo en el escenario de la criminalidad urbana de las grandes urbes modernas, cuando dos delincuentes toman otros dos rehenes y se refugian en una casa.
Música original compuesta por Emilio Nícoli y Leandro Castañeda.

## Actores
- Gastón Pauls
- Paola Krum
- Marcos Martínez
- Alejandra Rubio
- Gabriel Mario Tureo
- Matías Polizzi